# 韩麟符

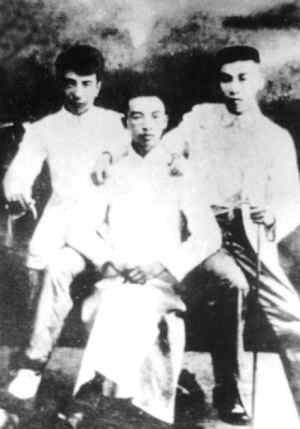
五四运动中韩麟符（右）和其他天津学生领袖在一起

韩麟符（1899年2月21日—1934年9月21日）原名韩致祥，字瑞五。笔名小工、蜂子、岚光、夜鹰、晓莺、瑞、绝圣等等。祖籍山西省榆次县，生于承德府赤峰县，中国共产党早期领导人。

## 生平

### 五四运动
韩麟符生于承德府赤峰县（今内蒙古自治区赤峰市元宝山区风水沟镇）哈拉木头村。七、八岁时，在本村私塾读书，后来进建平县新邱高等小学读书。1916年考进天津的直隶省立第一中学。1919年五四运动中，5月14日天津学生联合会成立，韩麟符被推为副会长。5月23日，参与领导天津15家大中学校1万余名学生罢课游行。此后参与创办《学生会报》。6月18日，天津各界联合会成立，任评议部干事。6月27日，韩麟符等10名天津各界代表赴北京请愿，提出三项要求：对青岛问题绝不能在《巴黎和约》上签字，取消高济铁路草约，速谋南北统一。来北京后，韩麟符等3人被代表们推为面见大总统的发言人。6月28日晚，中华民国大总统徐世昌在西苑集灵囿接见韩麟符等天津代表，徐世昌嘱秘书拟电报拍至法国巴黎，命出席巴黎和会的中国代表拒绝签字。在此次赴北京请愿的过程中，韩麟符结识了北京大学学生领袖罗章龙，此后密切联系。
在天津五四运动中，抵制日货为重点之一。天津竹竿巷的万德成东洋庄专门出售日本棉纱，韩麟符等赴万德成东洋庄几经交涉，最终对其罚款。韩麟符曾在集会上演讲：“谁要当汉奸，谁要买卖日货，我们就要不客气了，当以奸商论处”，并拔出匕首直插讲台，表示抵制日货的决心。北京、天津各界联合会成立后，韩麟符作为天津代表南下到各地发动民众，太原、石家庄、汉口、南昌、九江、安庆、南京、杭州、镇江等地先后成立各界联合会。1919年9月，山东督军张树元以戒严为名擅杀民众，造成“山东事件”，韩麟符等人提出第二次赴北京请愿，成立全国各界联合会。韩麟符、马骏、谌志笃等7人被推举为干事，组织各地31人为代表，10月1日到北京中南海新华门前请愿，迫使政府让步。

### 中共北方活动
1919年9月，韩麟符、于方舟、陈镜湖、王天麟等创建青年组织“新生社”，出版刊物《新生》，宣传新思想。1920年，韩麟符、陈镜湖等在天津创办“向明学会”，并创刊《天津向明学会半月刊》，发表宣言称：“向明的同人，要以向明学会作为终身研究满足人类精神的或物质的生活之学问的机关。”1920年秋，经李大钊帮助，“新生社”改组为天津的“马克思主义研究会”。1920年10月，奉李大钊派遣，张太雷在天津的“觉悟社”和“新生社”基础上创建SY（社会主义青年团）小组。11月，小组骨干周恩来等赴法国勤工俭学，该小组遂在韩麟符领导下出版小型日刊《劳报》，刊登天津及中国各地工人运动信息。不久该报被政府查封。1921年1月，张太雷赴苏联。后经李大钊帮助，韩麟符、于方舟等青年把天津的“马克思主义研究会”改组为社会主义青年团。1921年夏，韩麟符进北京大学中文系学习，其间编辑《老子道德经新解》。韩麟符还将妹妹韩致文带至北京，送入“清明女中”学习。1923年1月（一说1922年），经李大钊介绍，韩麟符加入中国共产党。很快韩致文也加入中国共产党，并和李大钊的追随者谢光沛结婚。谢光沛在1926年三一八惨案中头部受重伤，后被南京国民政府长期监禁，获释后很快病逝，故韩致文在中华人民共和国成立后一直享受革命烈士家属待遇。
1923年5月1日，中共北京区委在天安门前举办“纪念五一国民大会”，韩麟符任大会执行主席。40余家社团及北京大学等30多家院校师生共五、六千人与会，大会通过五项决议。两名警察突然抓住正在宣读决议的韩麟符，韩麟符击倒警察，经群众掩护脱险。在中共北京区委，韩麟符协助李大钊开展民族工作。1923年，韩麟符先后和邓中夏、赵世炎、李渤海等多次赴北京蒙藏学校向蒙古族青年宣讲马克思主义及中国共产党的方针，韩麟符和李渤海介绍云泽（乌兰夫）、奎壁、佛鼎、赵诚、李裕智、康根、春和、多松年、孟纯等加入中国社会主义青年团，翌年转入中国共产党，成立了内蒙古首个中国共产党支部。1923年6月，中国共产党第三次全国代表大会决定全体党员以个人名义加入中国国民党。1924年1月，韩麟符、陈镜湖、于方舟作为直隶代表出席在广州举行的中国国民党第一次全国代表大会，韩麟符当选为中央执行委员会候补委员。国民党一大后，李大钊自广州回北京，任中国国民党北方执行部组织部长，韩麟符等人任委员，各委员分赴各省活动。韩麟符协助李大钊创建了中国国民党京、津党部。随后，韩麟符、陈镜湖在承德创建了中国国民党热河党部，陈镜湖任执行委员（同时兼任中共工委负责人）。韩麟符、陈镜湖创建了热河师范学校、热河中学的学生联合会。韩麟符、陈镜湖还在天津高等工业学校成立了中国社会主义青年团天津地方执行委员会，在北京蒙藏学校成立了内蒙古人民革命青年团，并指导他们活动。
1924年11月，孙中山北上。韩麟符、陈镜湖、杜真生任孙中山北上特派宣传员，他们到孙中山在天津的下榻之处，听取孙中山的教导。1925年春，孙中山在北京病危，在北京的中国国民党中央执行委员开会为孙中山起草《总理遗嘱》，韩麟符作为候补委员参加。1925年3月12日，孙中山病逝，韩麟符、陈镜湖、杜真生在承德组织追悼活动，并到北京守陵。
在热河领导革命活动的韩麟符、陈镜湖、杜真生、郑丕烈被誉为“热河四杰”。至1925年10月，热河特别区发展中国国民党党员800多名，同时吸收了一批青年加入中国共产党。至1926年，创建中国国民党县党部8个，发展中国国民党党员3500多人。其间，选送马德元等到广州进入毛泽东主办的广州农民运动讲习所学习，又选送部分农民运动干部进入李大钊主办的中共北方区委党校学习，在热河掀起了农民运动高潮。还派赤峰的德力格尔、乌力吉敖其尔等青年到蒙古人民共和国及苏联学习。
1925年11月，李大钊在张家口主持召开农工兵大同盟成立大会，来自热河、察哈尔、绥远各地的200多名代表与会。大会选举李大钊、韩麟符、赵世炎、李裕智、王仲青、陈镜湖、郑丕烈为大同盟执行委员，李大钊任书记，韩麟符、赵世炎任副书记。韩麟符负责大同盟的其他工作。在苏联顾问鲍罗廷帮助下，李大钊征得冯玉祥同意，在国民军中成立了中国共产党人领导的“内蒙古特别民军”，乐景涛为第一纵队司令，陈镜湖为第二纵队司令，郑丕烈为第三纵队司令。内蒙古特别民军奉命进攻奉军，第一纵队进攻经棚镇、林西镇、乌丹镇；第二纵队进军承德，第三纵队接连攻克赤峰县、开鲁县、朝阳县、建平县。后来由于阎锡山同国民军开战，陈镜湖率第二纵队转战山西省雁门关遭重大损失，整编为新编骑兵旅。陈镜湖率部参加五原誓师后，转战陕西省。
1925年冬，韩麟符参与了反对西山会议的斗争，维护了国共团结。1926年1月，韩麟符出席中国国民党第二次全国代表大会，发表演讲，并当选为中央执行委员会候补委员，他提出的派荣耀先、白海风、苏子善筹备中国国民党新疆党部案也获通过。

### 从三一八到南昌起义
1926年3月12日，日本为支援奉军，派两艘军舰强驶进中国大沽口，炮击大沽口炮台，造成国民军数十人死伤。3月16日，日本纠合《辛丑条约》签字国向段祺瑞的中华民国临时政府发出最后通牒，要求津沽间军事行动停止。中共北方区委协同中国国民党发动抗议活动。3月17日下午1时，北京各校、各团体在李大钊、丁惟汾、于右任领导下，在北京大学第三院举行“北京反对八国通牒大会”。3时半散会以后，韩麟符任总指挥，把与会的150人分为两组，分别到外交部、国务院请愿。3月18日，北京10万余群众示威游行，遭段祺瑞政府镇压，酿成三一八惨案。惨案发生后，段祺瑞政府下令通缉韩麟符等人。韩麟符避居王府井南口的中央饭店一个月，5月经上海辗转抵达广州。随后韩麟符被中国国民党党立华侨运动讲习所所长彭泽民聘为教员，和萧楚女一道在讲习所授课。韩麟符还任黄埔军校政治教官。
1927年4月12日，蒋介石在上海发动四一二事件。不久，白色恐怖蔓延至广东、福建。在广州，韩麟符幸获宋庆龄派于右任通报，֪带病携妻子刘馨乘渔船离开黄埔军校逃离广州。随后遭蒋介石悬赏通缉。在从广州赴武汉途中，韩麟符夫妇遇见周恩来。1927年5月，韩麟符在武汉遇见中共汉口市委书记罗章龙，韩麟符遂隐居汉口。5月20日、5月27日、6月3日，韩麟符作为中国国民党中央执行委员会候补委员，出席中国国民党中央执行委员会第二届常务委员会第十二、十三、十四次扩大会议，在会上促汪精卫主持的武汉国民政府讨伐蒋介石。
1927年7月15日，汪精卫在武汉发动七一五事件，韩麟符随即转入地下活动。7月下旬，在汉口的韩麟符与黄埔军校同事、中共南满地委书记陈日新（后更名陈涛）及《哈尔滨日报》社社长穆景周等人接到中共中央的通知，要他们赴九江等待新任务。7月22日（一说23日），韩麟符一行乘轮船从汉口顺流东下，次日晨抵达九江，住九江大旅社。在他们到九江的前两天，叶挺、贺龙已率部抵达九江，贺龙等人也下榻九江大旅社。韩麟符到九江的翌日，便率四、五个人访问贺龙，和贺龙“畅谈了当时的形势，交换了意见，互相勉励一番”。
7月26日，周恩来到九江，但包括韩麟符在内的在九江待命的中共党员20多人（多是中国国民党各个省、市、区及海外党部领导）乘车到庐山，分住山中旅社，故未同周恩来一道赴南昌。7月29日晚，韩麟符听说汪精卫、孙科、张发奎、朱培德等在庐山决定“清共”，并且严命叶挺、贺龙照指定期限率所部撤回九江，韩麟符决定速往南昌。韩麟符一行在7月31日晚7时抵达南昌，来到江西大旅社即南昌起义总指挥部。谭平山、韩麟符等人展开了争取中国国民党左派参加起义的活动。
南昌起义胜利后，8月1日上午9时，在江西省政府西花厅，用特别委员会名义举办中国国民党中央委员及各省、区、特别市、海外党部代表联席会议。联席会议主席团由参加南昌起义的中央委员林祖涵、吴玉章、韩麟符、陈日新、章伯钧等7人组成。与会者还有各省、区、特别市及海外华侨支部代表40多人，其中近一半人是韩麟符从庐山带来，另有些人是接到中共中央通知从武汉赶来。联席会议上，先由执行主席林祖涵讲话，后由叶挺作起义报告，与会者讨论后一致同意成立由中国共产党、中国国民党左派以及进步人士组成的政权——中国国民党革命委员会，韩麟符任革命委员会党务委员会委员。会议发布《中央委员及各省区特别市和海外党部代表联席会议宣言》，提出6项战斗任务。起义当日，南昌《民国日报》刊登《中央委员宣言》，要求推举领袖，重组革命临时领导机关。8月1日下午，革命委员会根据上述两《宣言》，发布了起义军行动纲领。
8月2日下午，在南昌的皇殿侧公共体育场（位于今八一公园及江西影剧院。另一说会址在东校场）举行军民大会，200余个民众团体、各界群众及起义部队5万余人与会，庆祝起义胜利及革命委员会成立。会上，中国国民党革命委员会主席团发表《中国国民党革命委员会令》，由代表公推韩麟符向革命委员会各机关、江西省政府及起义负责人贺龙授印，随后由韩麟符致词。
1927年8月5日，韩麟符随中共前委、中国国民党革命委员会机关及贺龙部撤离南昌，8月26日抵达瑞金，停留一周后进军汀州。9月5日到11日，在汀州召开起义部队军事会议，决定进攻潮汕地区。9月23日，起义部队进驻潮州。9月24日，韩麟符随同中国国民党革命委员会机关进驻汕头。9月28日，国民党军阀的战舰“飞鹰”号搭载的军队登陆汕头，袭击中国国民党革命委员会机关，被起义部队和工人纠察队打退。10月3日，周恩来召集中共前委、中国国民党革命委员会、各军及地方党的负责干部开联席会议，会议依照中共中央的指示，决定起义部队撤往海陆丰地区，非武装人员经海口分赴上海或者香港。这时，韩麟符患疟疾，隐蔽在当地中共地下党员家养病。数月后辗转返回天津，同妻子刘馨藏在天津日租界蓬莱街寿山里一号小楼。

### 处分、被捕、获释
1927年10月，中共顺直省委领导的京东暴动失败，于方舟被杀。1927年底，韩麟符回到天津，找到原来的热河中共党组织负责人陈镜湖、杜真生、郑丕烈、卢东白等人，着手恢复热河等地的中共党组织，先在赤峰县、建平县、朝阳县成立了三个中共党支部，又在北票县上园的朝阳寺设立联络点。1928年4月，经中共中央批准，成立中共内蒙古特别支部，韩麟符任中共内蒙特支书记。中共内蒙特支成立后，韩麟符派员分赴内蒙古各地活动，自己因路费短缺只得找到京东的中共党组织，暂时在京东各县逗留，在当地收编溃散的军队。韩轔符力主在遵化县、玉田县、丰润县等地成立一支武装，赴长城沿线打游击战，以创建赤色根据地。根据中共顺直省委指示，韩麟符在朝阳寺以“抗捐抗税，保境安民”为口号，公开组织民众武装——联庄会。
1928年6月，韩麟符因与中共顺直省委个别领导有矛盾，中共顺直省委在《政治纪律决议案》中给予他“开除内蒙特委书记职务，留党察看6个月”的处分。受处分后，韩麟符向中共顺直省委汇报工作并谈了对省委决议案的意见：“扩大会我本应参加，但不通知我。”“省委并不是为了纠正同志的错误，一个同志不承认错误，自然是大错，处罚是使党与个人都有进步，但错误的惩罚也等于一个错误。”但他依然坚持工作，在朝阳寺发动群众，并以蜂子、小工等笔名在《大公报·小公园》、《益世报》上发表诗词、杂文、小说、戏剧等作品。
1931年2月9日，因遭曲步霄报案，韩麟符在天津租界被捕，后被移送北平军人反省院（草岚子监狱），被判处有期徒刑15年。自1931年起，韩麟符便失去了同中共党组织的联系。九一八事变后，孙殿英向南京国民政府请缨抗日，中共也有意争取孙殿英部，乃派中国共产党党员宣侠父任孙殿英部四十一军秘书长，孙殿英又聘请南汉宸、李锡九任高级顾问。1933年，经李锡九推荐，孙殿英以韩麟符需在孙殿英部任职为由，向北平行营副司令张学良请求保释韩麟符。张学良派其机要秘书潘文郁（中共地下党员）、黎天才（即李渤海）主办，未办任何手续便将韩麟符、杜真生、郑丕烈、李希逸、许权中、刘尊棋六名中共党员释放。1933年初，韩麟符获释，随即到孙殿英部队任少将政训处长。任内在京津地区招募到一批东北及热河的学生，经培训后派到各营连从事抗日宣传。不久，蒋介石调孙殿英部赴青海屯垦。1934年4月，孙殿英部抵达宁夏时，蒋介石令阎锡山、马鸿逵围击，孙殿英部在宁夏失败。韩麟符、孙殿英同时遭南京国民政府通缉。韩麟符独自返回家乡山西省榆次县躲避，同时以笔名“绝圣”为《大公报》、《太原日报》撰文，并同当地中共党组织联系。
1934年9月21日，韩麟符被循踪而至的军统特务郑丕烈刺杀身亡，年仅35岁。

### 平反
中华人民共和国成立前夕，韩麟符之女韩梅（韩育英）上书周恩来，要求中共公正评价韩麟符，并惩办凶手。周恩来将信批转有关部门，但无下文。当时中共党内及社会流传着对韩麟符正反各异的评价。中华人民共和国成立后的数十年间，中共党史、中国革命史、地方党史中对韩麟符都避而不谈或尽量淡化。
1985年，承德地区的李铮夫在征研冀热辽、承德地区中共党史及革命史资料时，收集到韩麟符的若干历史资料，乃寄给胡耀邦一份材料，提出应给韩麟符公正结论。胡耀邦阅后批给中共中央组织部复查。此件转到中共赤峰市委党史办高岳宇手中，他向市委领导建议由中共内蒙古自治区党委组织部牵头，中共赤峰市委派员参与，共同调查，该建议获中共内蒙古自治区党委组织部采纳，调查组由中共内蒙古自治区党委组织部组织处处长智儒生负责，中共赤峰市委组织部鲍满堂、中共赤峰市郊区区委党史办石洪峰参与。经一年多调查，彻底否定了对韩麟符的“叛徒”、“特务”、“脱党”等说法，建议承认其党籍，党史部门可写传记或者回忆文章，按程序追认为革命烈士。但此事被搁置。后经其家属及党史部门摧问，1992年经中共内蒙古自治区党委常委会研究，内蒙古自治区人民政府主席、自治区中共党史征研领导小组组长布赫签批，1992年5月上报中组部。1993年3月6日，中共中央组织部干审字[1993]10号文件批复称：“韩麟符同志1923年入党，曾为党做过许多有益工作，应予充分肯定。”但又说他1931年脱党后未找党和从事革命，故不宜恢复党籍。
1999年是韩麟符诞辰100周年。其家乡哈拉木头村委会联络到元宝山区政协文史委人员，以及承德的李铮夫、赤峰市政协的高岳宇，要求解决韩麟符的结论和追认革命烈士问题。经哈拉木头村、风水沟镇、元宝山区人民政府、赤峰市人民政府逐级上报到内蒙古自治区民政厅、内蒙古自治区人民政府申请追认其为革命烈士。2000年3月14日，内民政批字[2000]24号文件批复，经内蒙古自治区人民政府同意，追认韩麟符为革命烈士。
2006年7月，山西省晋中市榆次区为韩麟符建立“韩麟符烈士陵园”。
備註：
韓麟符詩：“青梅竹馬遙相憶，碧玉年華纔十四，十五未諳兒女情，十六乍解相思字。…”